# Nototriche leucosphaera
Nototriche leucosphaera är en malvaväxtart som beskrevs av Arthur William Hill. Nototriche leucosphaera ingår i släktet Nototriche och familjen malvaväxter. Inga underarter finns listade i Catalogue of Life.